# مقاطعة تشورتشيل (نيفادا)
مقاطعة تشورتشيل (بالإنجليزية: Churchill County)‏ هي إحدى مقاطعات ولاية نيفادا في الولايات المتحدة الأمريكية.